# Соколовский, Владислав Владимирович
Соколовский Владислав Владимирович (род. 23.10.1996) — украинский спортсмен-авиамоделист, член национальной сборной Украины 2009—2010, 2013, 2014 гг., мастер спорта Украины, выступает в категории пилотажных кордовых моделей F2B согласно классификации FAI.

## Биография
Мастер спорта Украины, член национальной сборной Украины в 2009—2010, 2013, 2014 гг. по авиамодельному спорту в классе пилотажных кордовых моделей F2B, родился 23.10.1996 в Киеве в семье инженеров.
Отец: Соколовский Владимир Станиславович, инженер-физик, мать: Соколовская Светлана Степановна, инженер-экономист.
Авиамодельным спортом увлёкся в 2006 году. Впервые выступил на соревнованиях по авиамодельному спорту в 2007 г.
В 2008 году впервые стал призёром этапа Кубка мира в Харькове по авиамодельному спорту — занял третье место среди юниоров в в категории кордовых пилотажных моделей F2B. В 2009 году в составе национальной сборной Украины по авиамодельному спорту был участником Чемпионата Европы по авиамодельному спорту в Сербии (Белград), где получил свою первую «взрослую» награду FAI — серебряную медаль и диплом за второе место в командном первенстве (согласно правилам FAI национальная сборная каждой страны по авиамодельному спорту в классе пилотажных кордовых моделей F2B состоит из трех взрослых спортсменов и одного юниора, а результаты команды определяют по сумме лучших трех результатов). Чемпионом Украины среди юниоров по авиамодельному спорту Соколовский Владислав стал в 2010 году.
В 2010 году Соколовский Влад в составе национальной сборной Украины выступил на чемпионате мира по авиамодельному спорту в Венгрии и получил вторую «взрослую» международную награду — бронзовую медаль и диплом FAI за третье место в командном первенстве в классе пилотажных кордовых моделей F2B. Владислав — участник многих международных соревнований высшей категории.
Он является трёхкратным победителем Этапа Кубка Мира по авиамодельному спорту в Польше (2010, 2011, 2012 гг.) среди юниоров в категории пилотажных кордовых моделей F2B, победителем этапа Кубка Мира «Open de Paris» по авиамодельному спорту (2012) среди юниоров в категории пилотажных кордовых моделей F2B, победителем этапа Кубка Мира в Бельгии по авиамодельному спорту (2012) среди юниоров в категории пилотажных кордовых моделей F2B.
Кроме участия в международных соревнованиях, активно принимает участие в различных соревнованиях по авиамодельному спорту, проводимых на Украине. Владислав — трёхкратный победитель Первенства Украины по авиамодельному спорту в категории F2B. Последний раз в 2014 году. Он является шестикратным победителем в личном первенстве Всеукраинских соревнований среди учащейся молодежи и студентов (2008, 2009, 2010, 2011, 2012, 2013 гг.), а также пятикратным победителем в командном первенстве Всеукраинских соревнований среди учащейся молодежи и студентов (2008, 2009, 2010, 2011, 2012 гг.).
В настоящее время Владислав учится в физико-математическом лицее № 208 г. Киева. В 2013 году Владислав стал победителем среди юниоров трех этапов Кубка Мира: World Cup Belman 2013, World Cup Latvia 2013, World Cup «Kiev Cup −2013», получив право выступить в составе национальной сборной Украины на чемпионате Европы 2013, который проходил в Венгрии в городе Дьюла на аэродроме Бекешаба. На этом Чемпионате Европы Владислав завоевал две медали FAI, обе серебряные: за второе место в командном первенстве и за второе место в личном зачете среди юниоров.
В 2014 году Владислав, выиграв отборочные соревнования среди юниоров Украины в этом виде спорта (три этапа Кубка Мира: World Cup Belman 2014, World Cup Latvia 2014, World Cup «Kiev Cup −2014» и Первенство Украины 2013), отвоевал право выступить на Чемпионате Мира 2014, который проходил в Польше.
По результатам выступлений он стал серебряным призёром Чемпионата Мира 2014 среди юниоров. В 2014 году Владиславу Владимировичу Соколовскому было присвоено спортивное звание «Мастер спорта Украины по авиамодельному спорту».

## Выступления за сборную Украины
Состав национальной сборной Украины в классе кордовых пилотажных моделей F2B на Чемпионате Европы 2009:
- Андрей Яценко, мастер спорта международного класса (МСМК), спортсмен
- Юрий Яценко, МСМК, спортсмен
- Сергей Соломяников, МС, спортсмен
- Владислав Соколовский, КМС, юниор.

Состав национальной сборной Украины в классе кордовых пилотажных моделей F2B на Чемпионате Мира 2010:
- Андрей Яценко, МСМК, спортсмен
- Юрий Яценко, МСМК, спортсмен
- Сергей Соломяников, МС, спортсмен
- Владислав Соколовский, КМС, юниор

Состав национальной сборной Украины в классе кордовых пилотажных моделей F2B на Чемпионате Европы 2013:
- Андрей Яценко, МСМК, спортсмен
- Юрий Яценко, МСМК, спортсмен
- Сергей Соломяников, МСМК, спортсмен
- Владислав Соколовский, КМС, юниор

Состав национальной сборной Украины в классе кордовых пилотажных моделей F2B на Чемпионате Мира 2014:
- Андрей Яценко, МСМК, спортсмен
- Юрий Яценко, МСМК, спортсмен
- Николай Турченко, КМС, спортсмен
- Владислав Соколовский, КМС, юниор

## Достижения
| Чемпионаты мира   | Чемпионаты мира                                                              | Чемпионаты мира                                                              |
| ----------------- | ---------------------------------------------------------------------------- | ---------------------------------------------------------------------------- |
| Серебро           | Польша, Влоцлавек 2014 кордовый пилотаж F2B, личное первенство среди юниоров | Польша, Влоцлавек 2014 кордовый пилотаж F2B, личное первенство среди юниоров |
| Бронза            | Венгрия, Дьюла 2010 кордовый пилотаж F2B, командное первенство               | Венгрия, Дьюла 2010 кордовый пилотаж F2B, командное первенство               |
| Чемпионаты Европы |                                                                              |                                                                              |
| Серебро           | Венгрия, Дьюла 2013 кордовый пилотаж F2B, личное первенство среди юниоров    | Венгрия, Дьюла 2013 кордовый пилотаж F2B, личное первенство среди юниоров    |
| Серебро           | Венгрия, Дьюла 2013 кордовый пилотаж F2B, командное первенство               | Венгрия, Дьюла 2013 кордовый пилотаж F2B, командное первенство               |
| Серебро           | Сербия, Белград 2009 кордовый пилотаж F2B, командное первенство              | Сербия, Белград 2009 кордовый пилотаж F2B, командное первенство              |